# Trâm mốc
Trâm mốc hay trâm vối hay vối rừng (các tỉnh miền nam Việt Nam gọi là cây trâm, trâm vỏ đen (danh pháp hai phần: Syzygium cumini)), tên gọi khác: mận Malabar, mận Java, mận đen, jamun hoặc jambolan. Trâm mốc là cây thường xanh nhiệt đới thuộc chi Trâm. Nó có nguồn gốc từ Tiểu lục địa Ấn Độ và các khu vực tiếp giáp với Đông Nam Á, bao gồm Myanmar, Sri Lanka và quần đảo Andaman. Chiều cao của cây có thể lên đến 30 mét (98 ft) và có thể sống hơn 100 năm. Đây là loài thực vật phát triển nhanh chóng, nó được coi là loài xâm lấn ở nhiều khu vực trên thế giới.

## Miêu tả

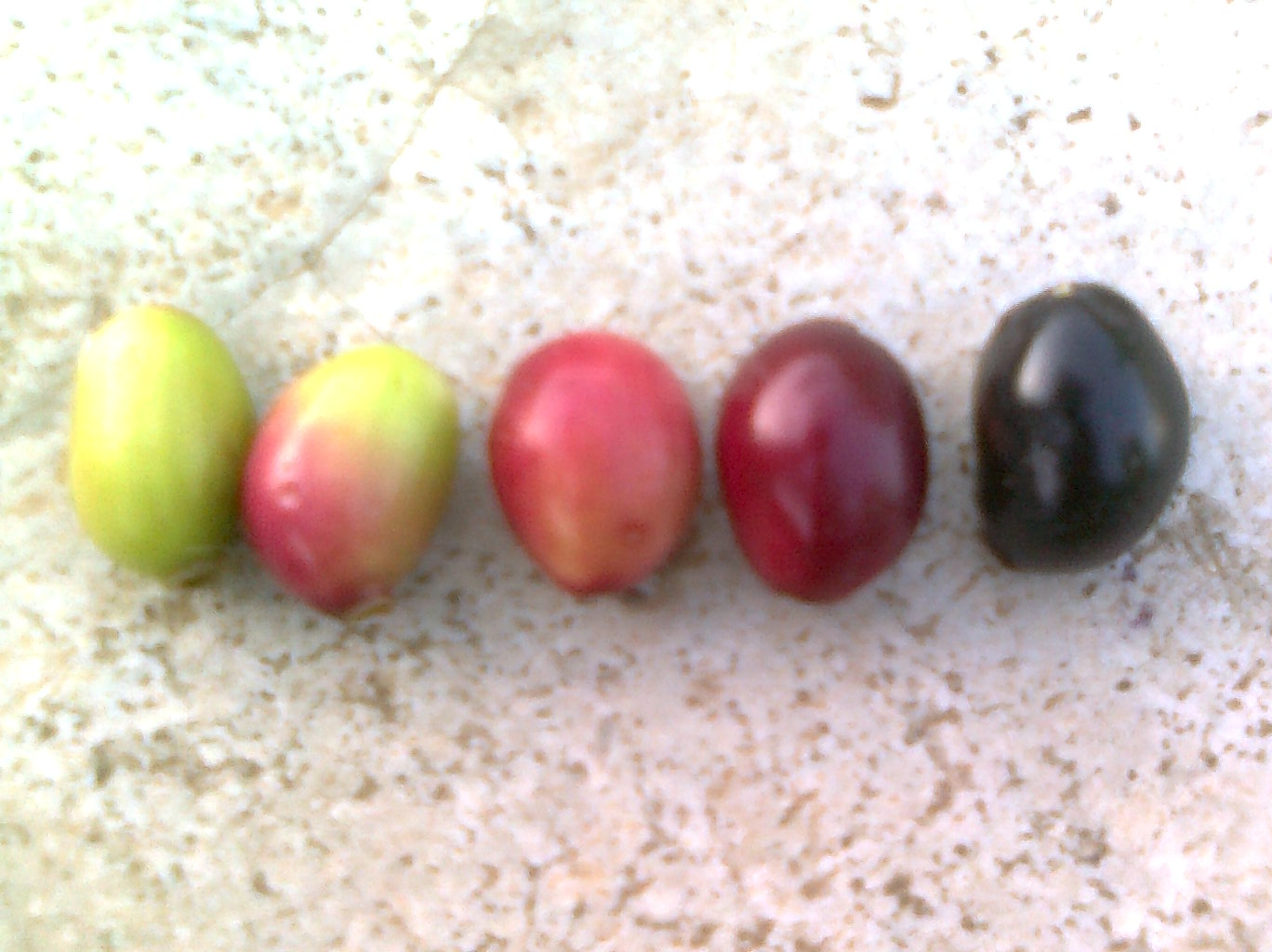
Màu quả Trâm mốc thay đổi từ xanh sang hồng rồi sang đỏ như máu rồi đến màu đen khi nó chín.

Trâm mốc là loài cây phát triển nhanh chóng, nó có thể đạt chiều cao lên đến 30 m và có thể sống hơn 100 năm. Tán lá dày đặc của nó cho bóng râm và được trồng chỉ để làm cảnh. Ở phần gốc cây, vỏ cây sần sùi và có màu xám đen, càng lên cao màu càng nhạt và bề mặt vỏ mịn hơn. Gỗ có khả năng chịu nước sau khi được sấy khô. Do đó, loại gỗ này được dùng làm tà vẹt đường sắt và dùng trong việc công trình giếng nước. Đôi khi nó được sử dụng để làm đồ nội thất và nhà ở, mặc dù gỗ của nó tương đối cứng đối với nghề mộc.
Đây là cây ưa ẩm thường được tìm thấy ở ven suối, thích nghi được nhiều loại đất khác nhau, cây cho gỗ độ cứng trung bình tỷ trọng 0.68, gỗ có vân mịn, màu nâu, ít mối mọt, và dễ gia công, đánh bóng.
Lá của nó có mùi thơm giống như nhựa thông, có màu hơi hồng khi còn non, màu chuyển sang màu xanh đậm, lá dai cứng, với gân lá ở giữa màu vàng khi chúng trưởng thành. Lá được dùng làm thức ăn cho gia súc vì có giá trị dinh dưỡng tốt.
Trâm mốc bắt đầu ra hoa từ tháng 3 đến tháng 4. Các hoa thơm và có kích thước nhỏ, khoảng 5 mm đường kính. Quả của nó phát triển vào tháng 5 hay tháng 6 và quả mọng; quả của nó được mô tả là giống "quả hạch". Quả có hình dáng thuôn dài, hình trứng. Khi chưa chín có màu xanh lục. Khi quả già, màu của nó chuyển sang màu hồng, sau đó chuyển sang màu đỏ thẫm và cuối cùng là màu đen. Một giống cây của loài này ra quả màu trắng. Quả có sự kết hợp của hương vị ngọt, chua nhẹ và làm se lưỡi và có xu hướng tạo màu tím cho lưỡi.

## Sử dụng
Cây thuộc chi Trâm nên khi nhìn thoáng qua sẽ thấy giống như cây mận (mận roi) nhưng cao hơn rất nhiều. Gỗ trâm được khai thác nhiều đề làm mộc, hiện nay do suy giảm diện tích nên không còn thấy đồ nội thất gỗ trâm nữa.
Quả có vị ngọt, hơi chua, được ăn sống và có thể được làm thành nước sốt hoặc mứt. Trái cây kém chất lượng hơn có thể được làm thành nước trái cây, thạch, sorbet, xi-rô hoặc salad trái cây.
Rượu duhat hay còn được gọi là rượu lomboy, là một loại rượu trái cây của Philippines được làm từ quả của trâm mốc. Rượu có màu đỏ tím tươi. Loại rượu này chủ yếu được sản xuất ở miền Nam Luzon.
Cuốn sách Những cây bản địa hữu ích của Úc năm 1889 (The Useful Native Plants of Australia) ghi lại rằng loài cây này được người Úc bản địa gọi là "durobbi", và rằng "Trái cây được người bản xứ Ấn Độ ăn nhiều; bề ngoài nó giống quả mận, có vị chát, nhưng cũng có vị ngọt, hơi se và chua. Nó được chim ăn và là thức ăn ưa thích của chi Dơi quạ (Brandis)." Quả đã được sử dụng trong y học cổ truyền.
Trâm mốc được Bộ Nông nghiệp Hoa Kỳ đưa vào Florida vào năm 1911. Ngày nay nó được trồng phổ biến ở các vùng nhiệt đới và cận nhiệt đới trên toàn thế giới. Trái cây của nó được ăn bởi nhiều loài chim và động vật có vú nhỏ, chẳng hạn như chó rừng, cầy hương và dơi ăn quả. Loài này được coi là loai thực vật xâm lấn ở Florida, Nam Phi, một số vùng của Caribe, một số đảo của châu Đại Dương và Hawaii.

## Thành phần hóa học và dinh dưỡng
Lá cây trâm mốc chứa các thành phần sau:
| Lá trâm mốc              | Lá trâm mốc  |
| Hợp chất                 | Hàm lượng, % |
| ------------------------ | ------------ |
| Protein thô              | 9,1          |
| Chất béo                 | 4,3          |
| Xơ thô                   | 17,0         |
| Tro                      | 6,0          |
| Calci                    | 1,3          |
| Phosphor                 | 0,19         |
| Nguồn: Jambolan, Lưu trữ |              |

## Thư viện ảnh

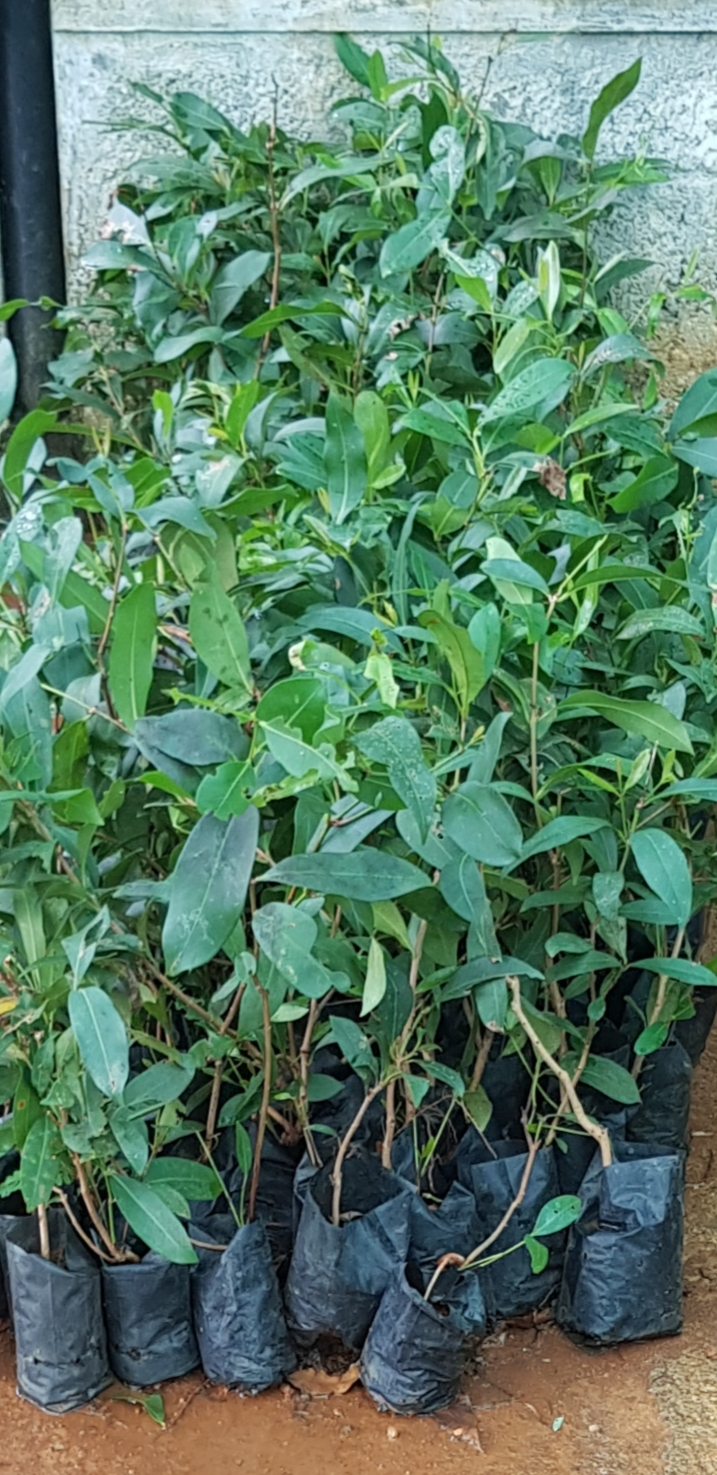
Cây giống
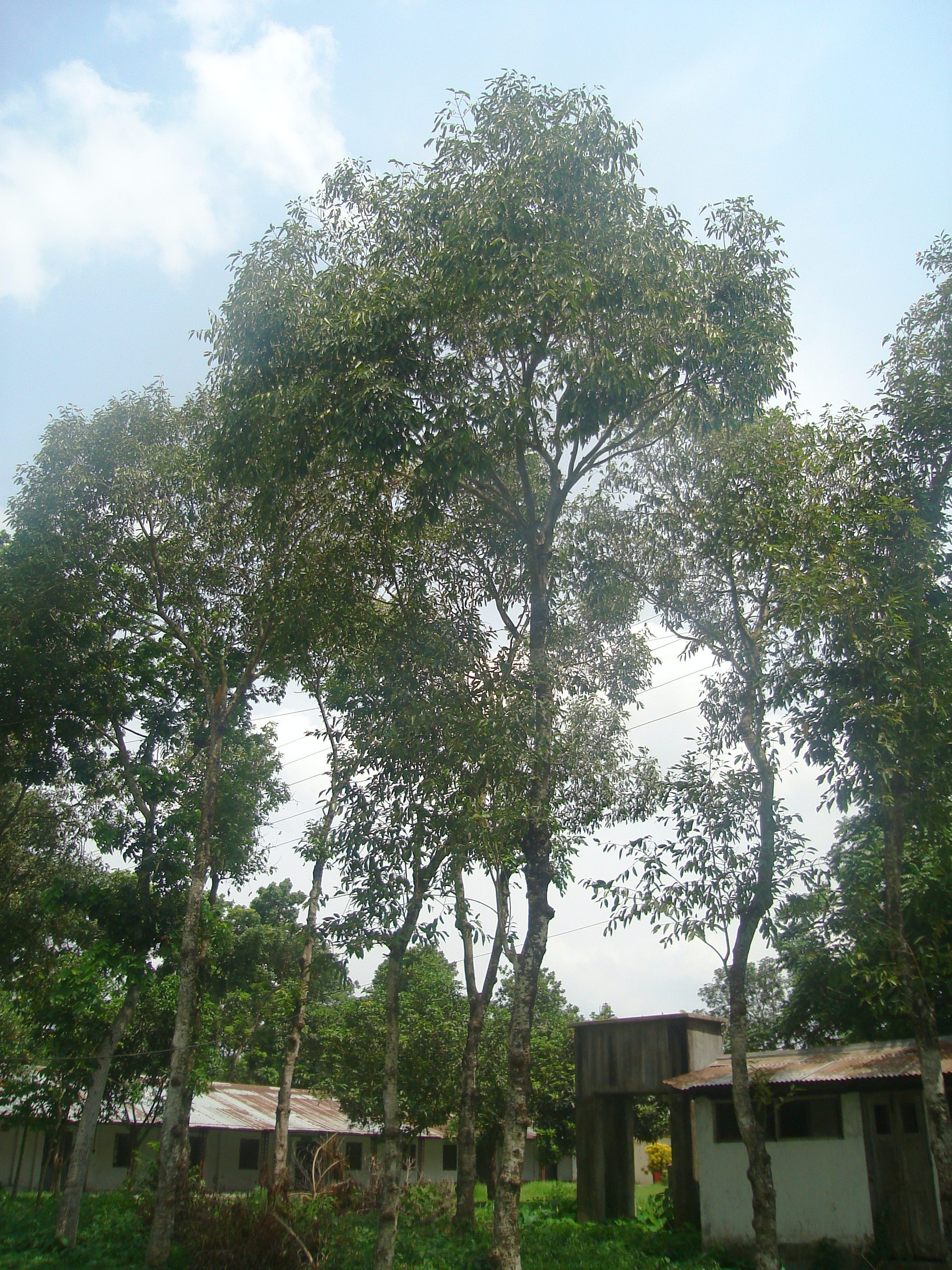
Một hàng cây
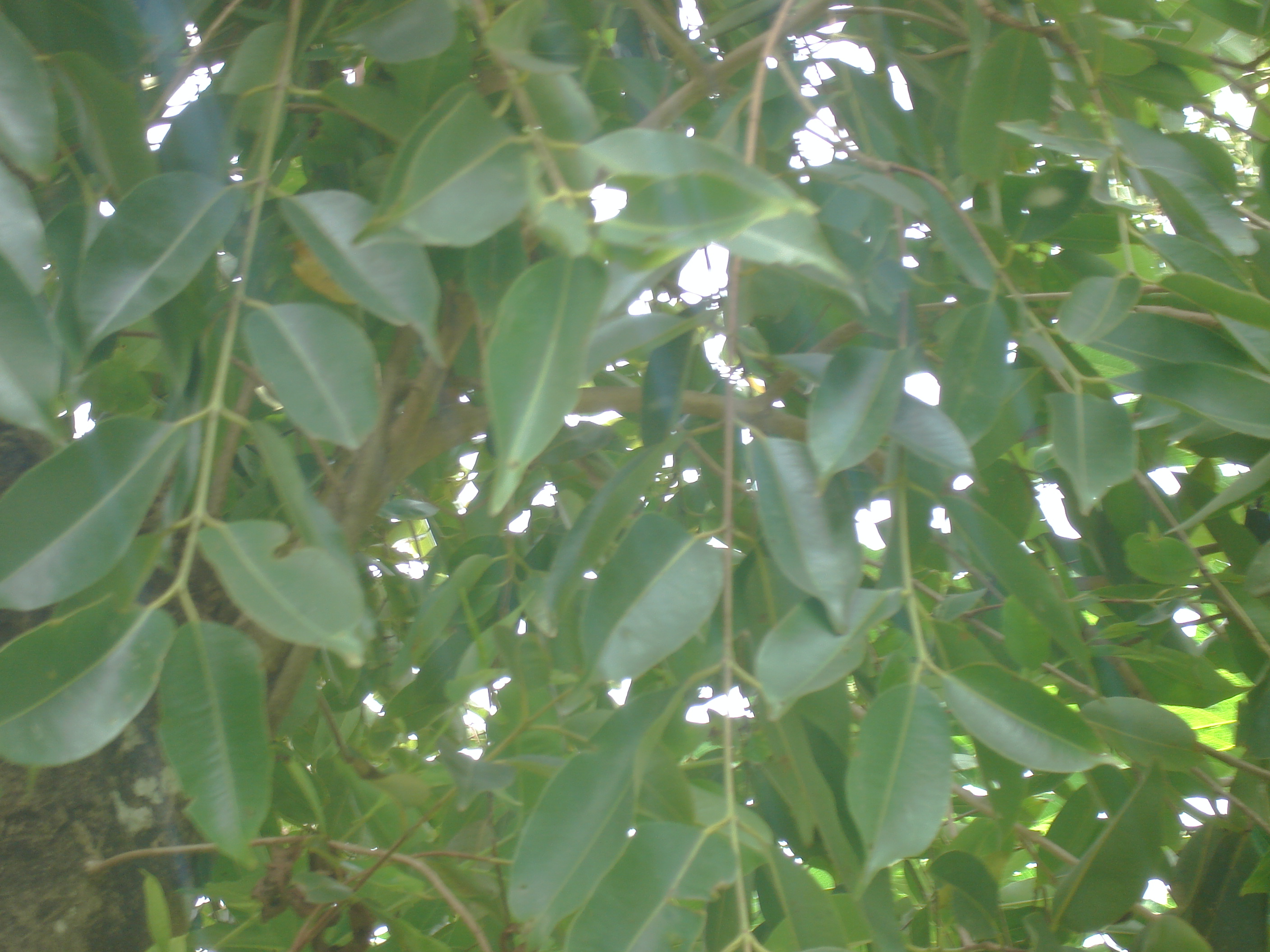
Cận cảnh tán lá
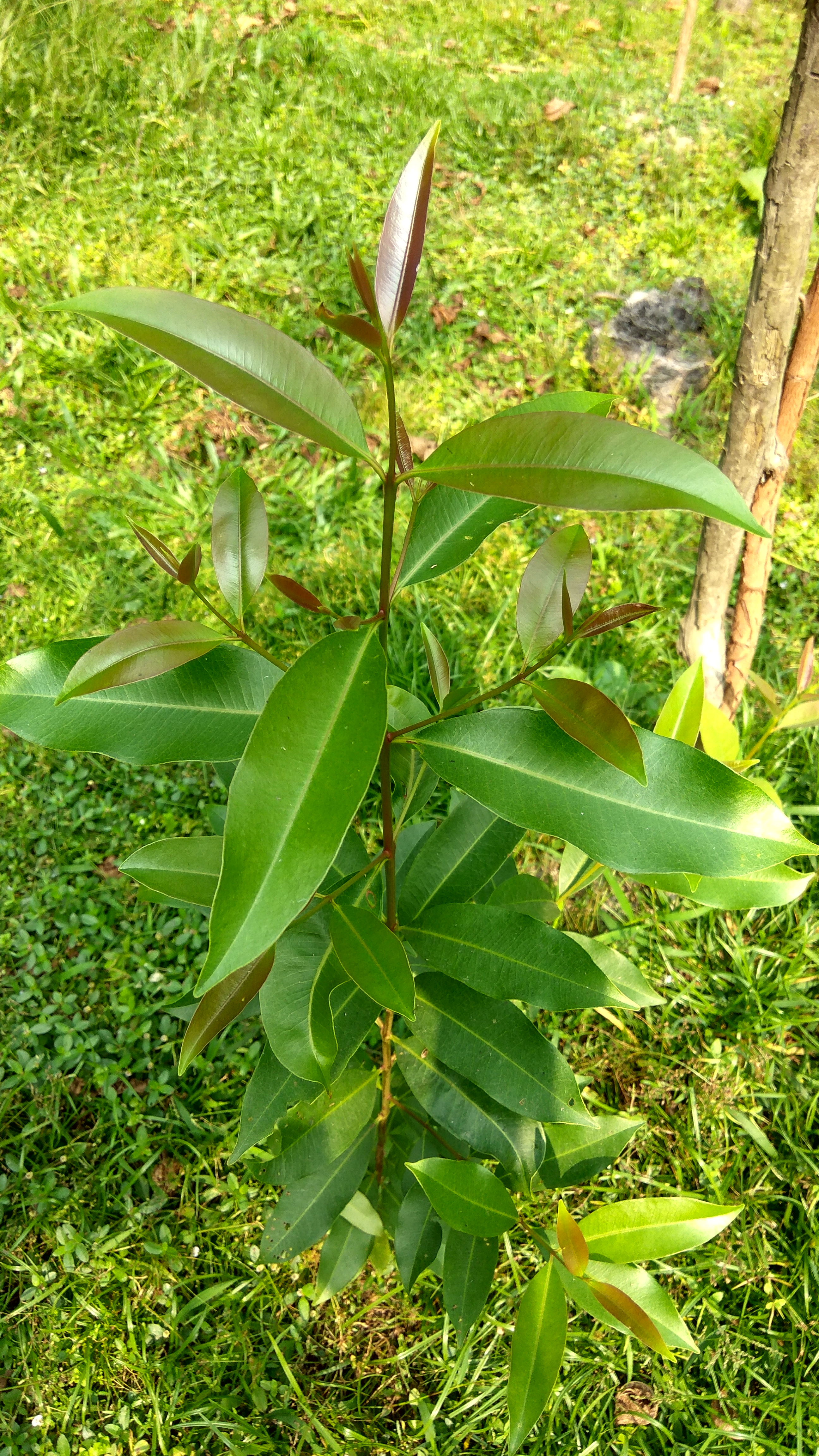
Cây non
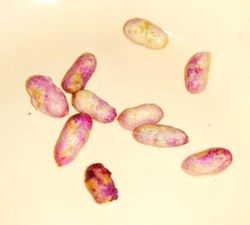
Hạt giống
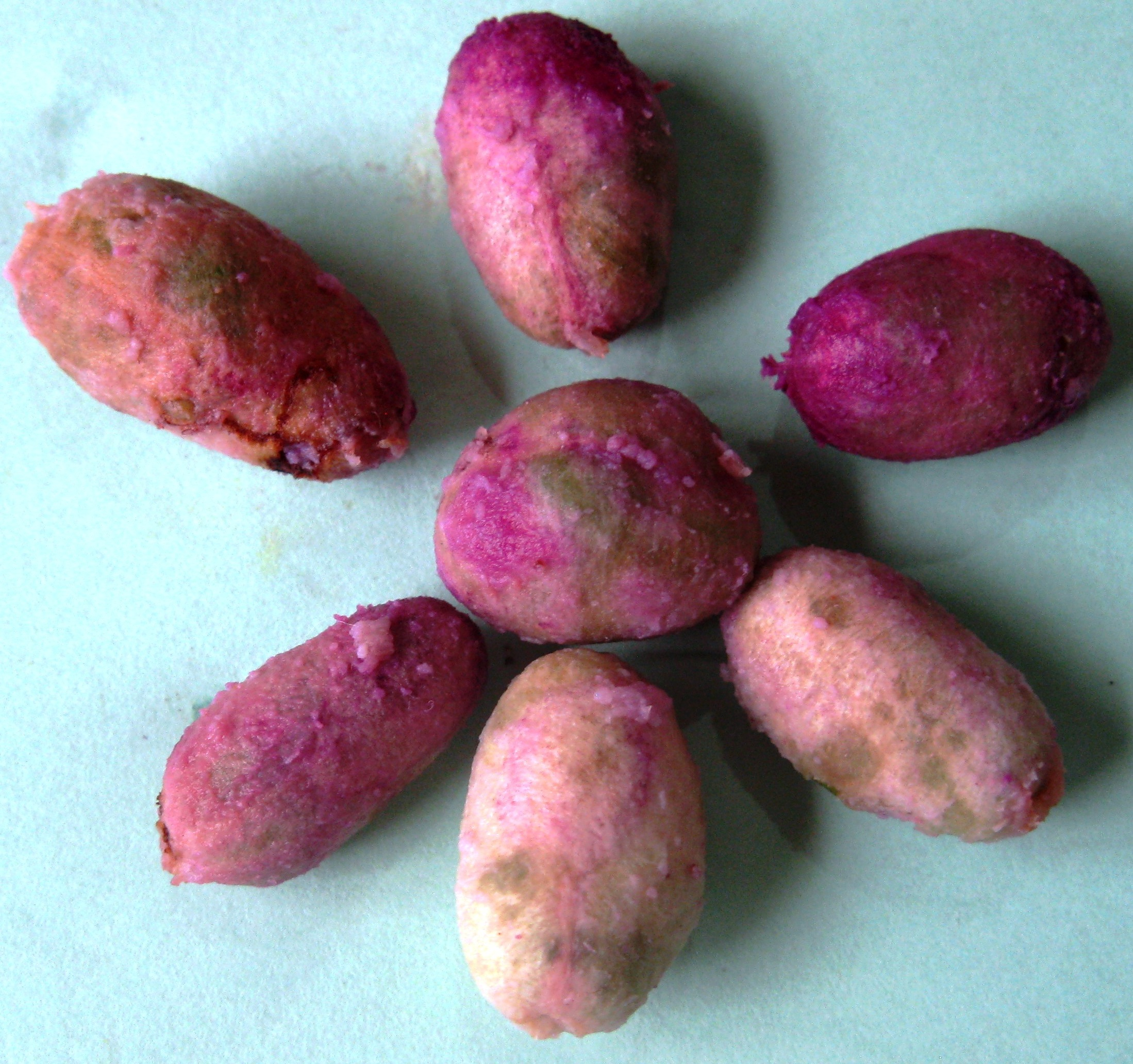
Hạt giống
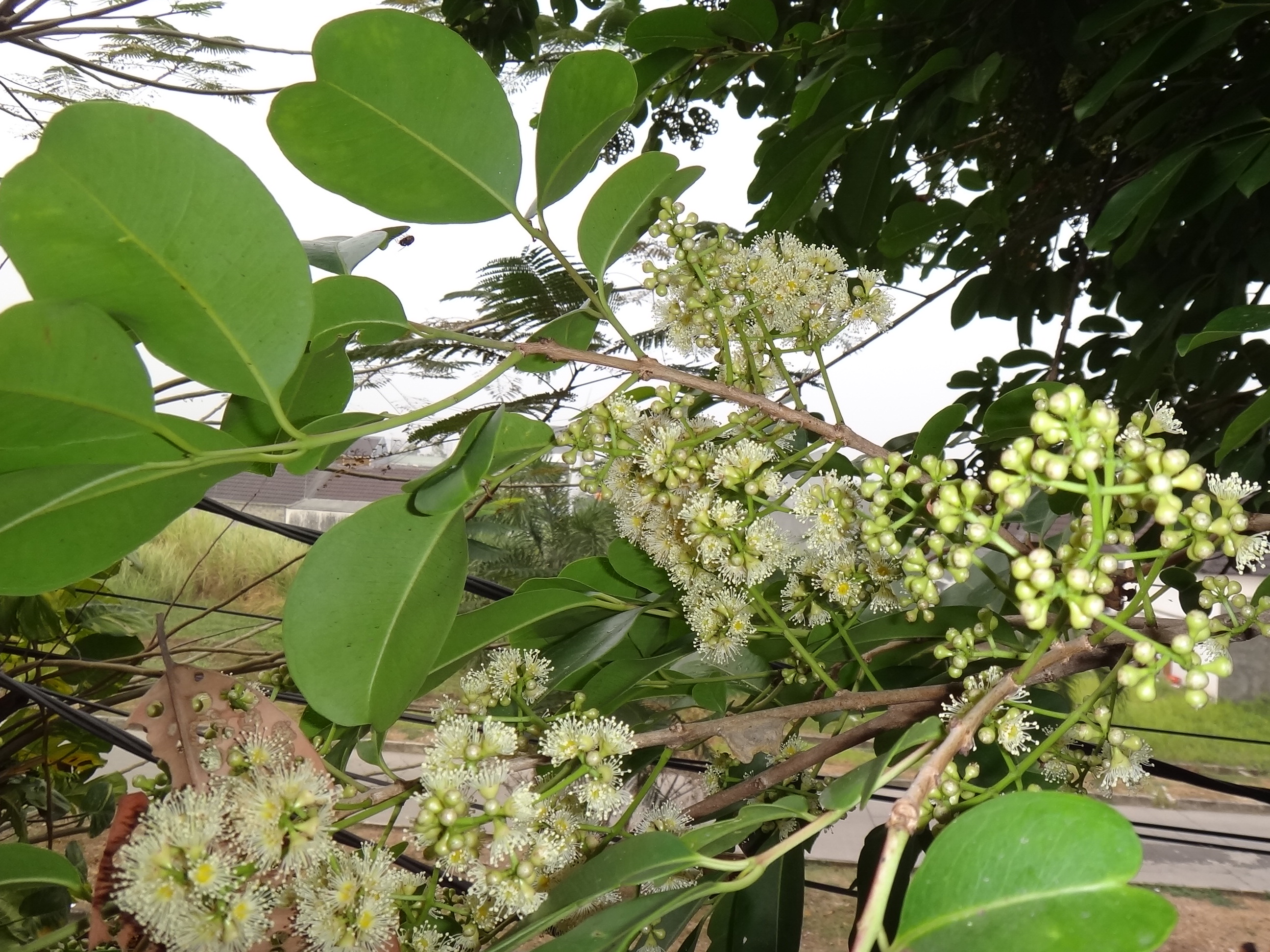
Hoa
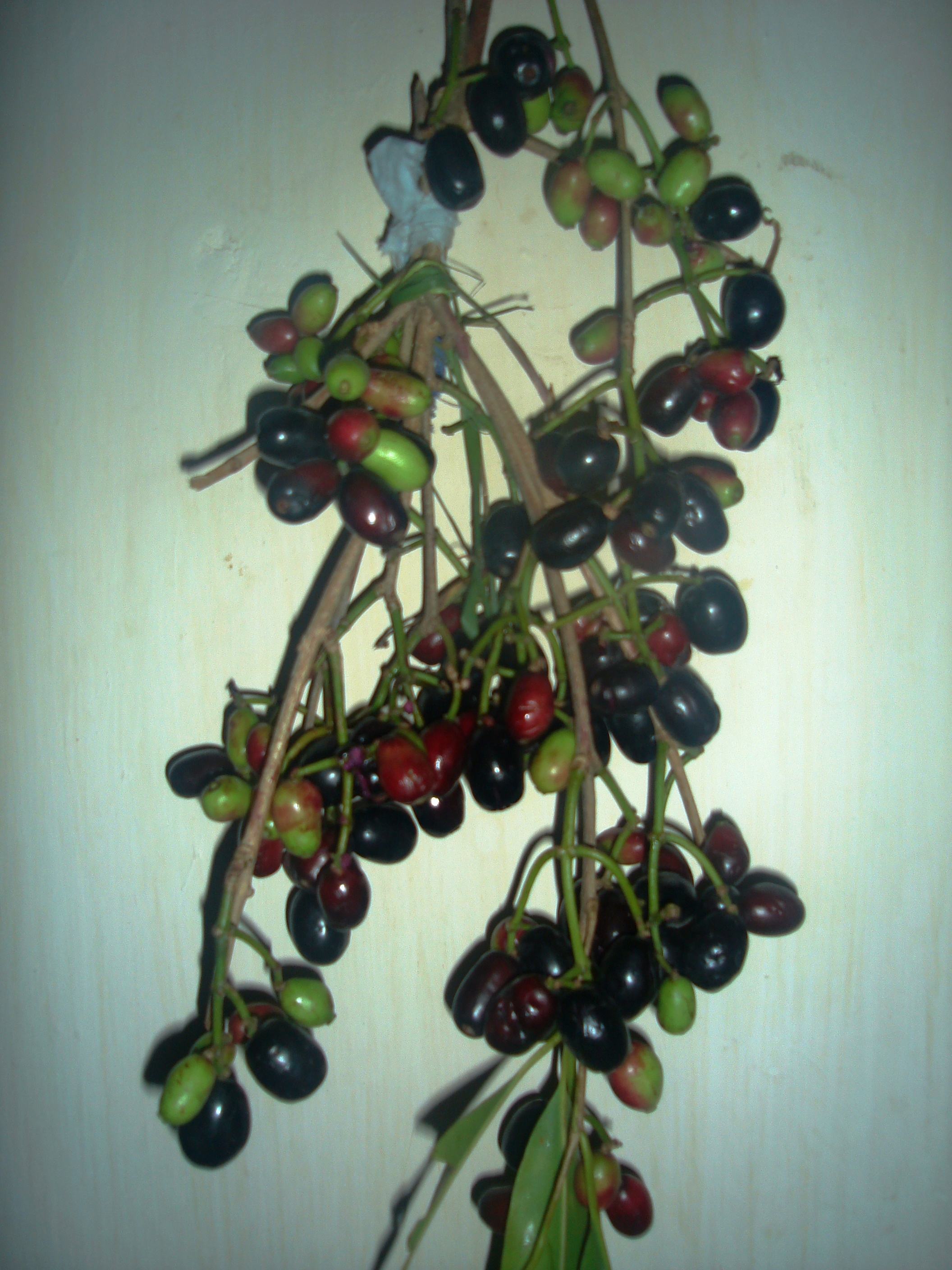
Trái cây ở các giai đoạn chín khác nhau
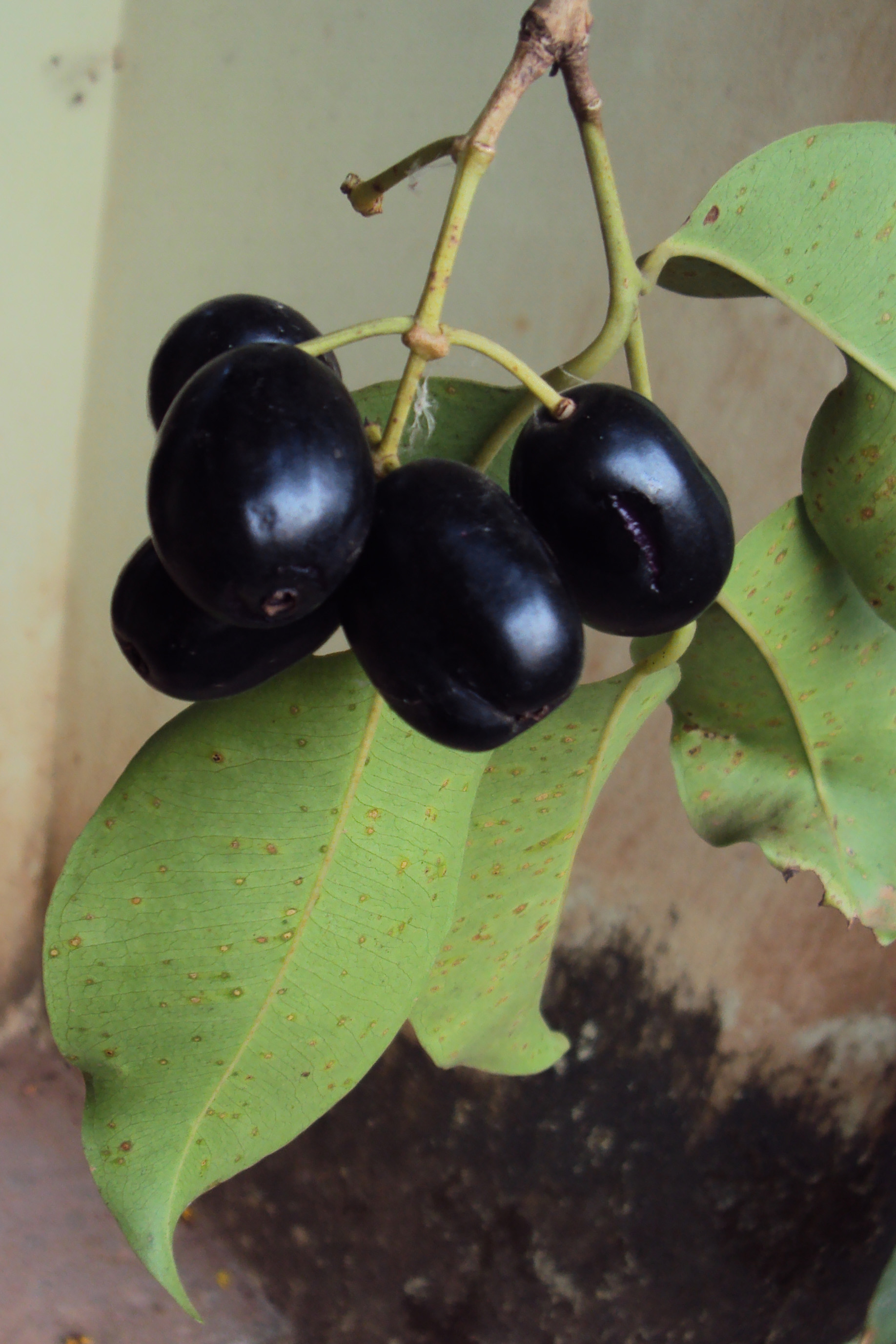
Trái
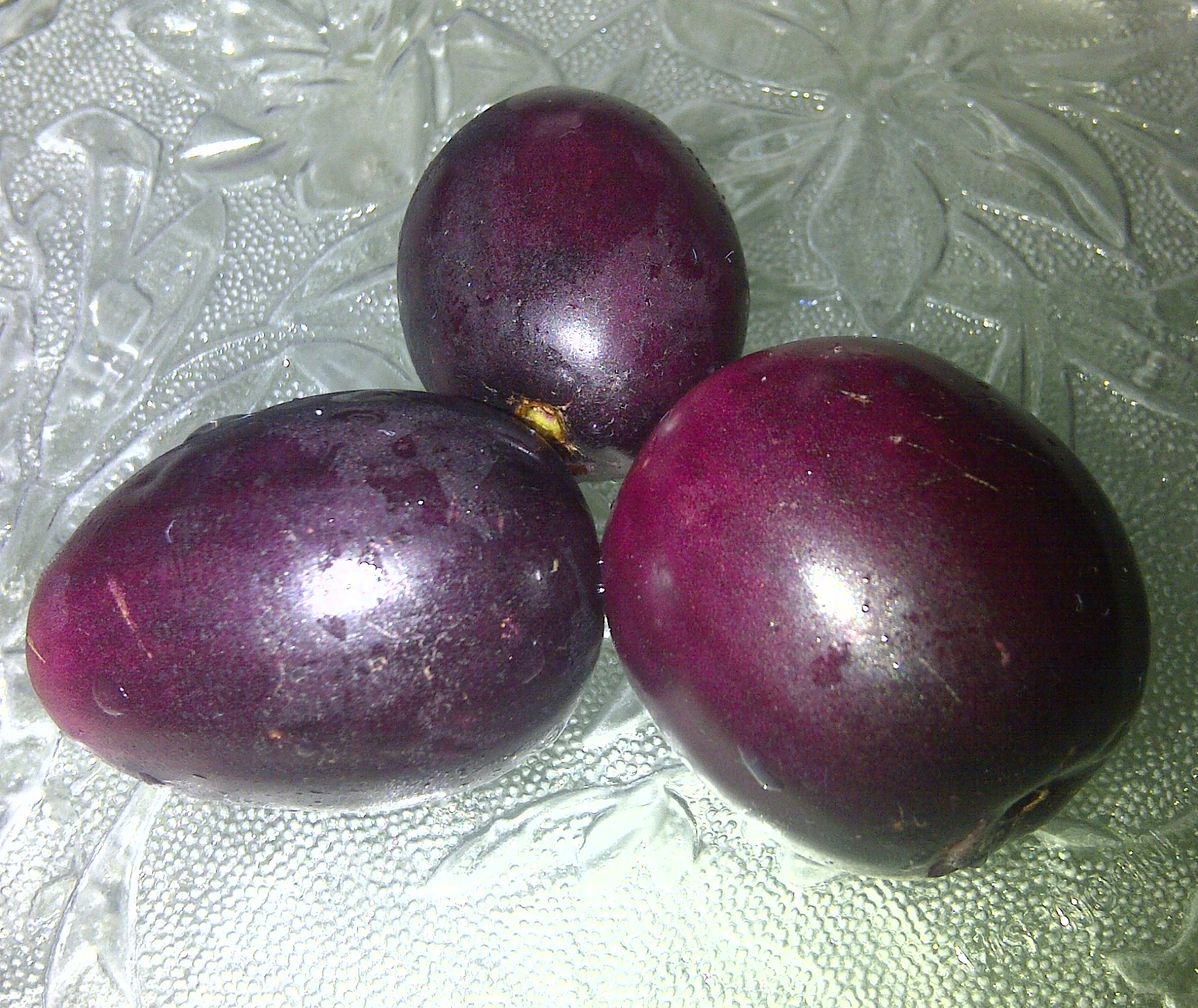
Trái
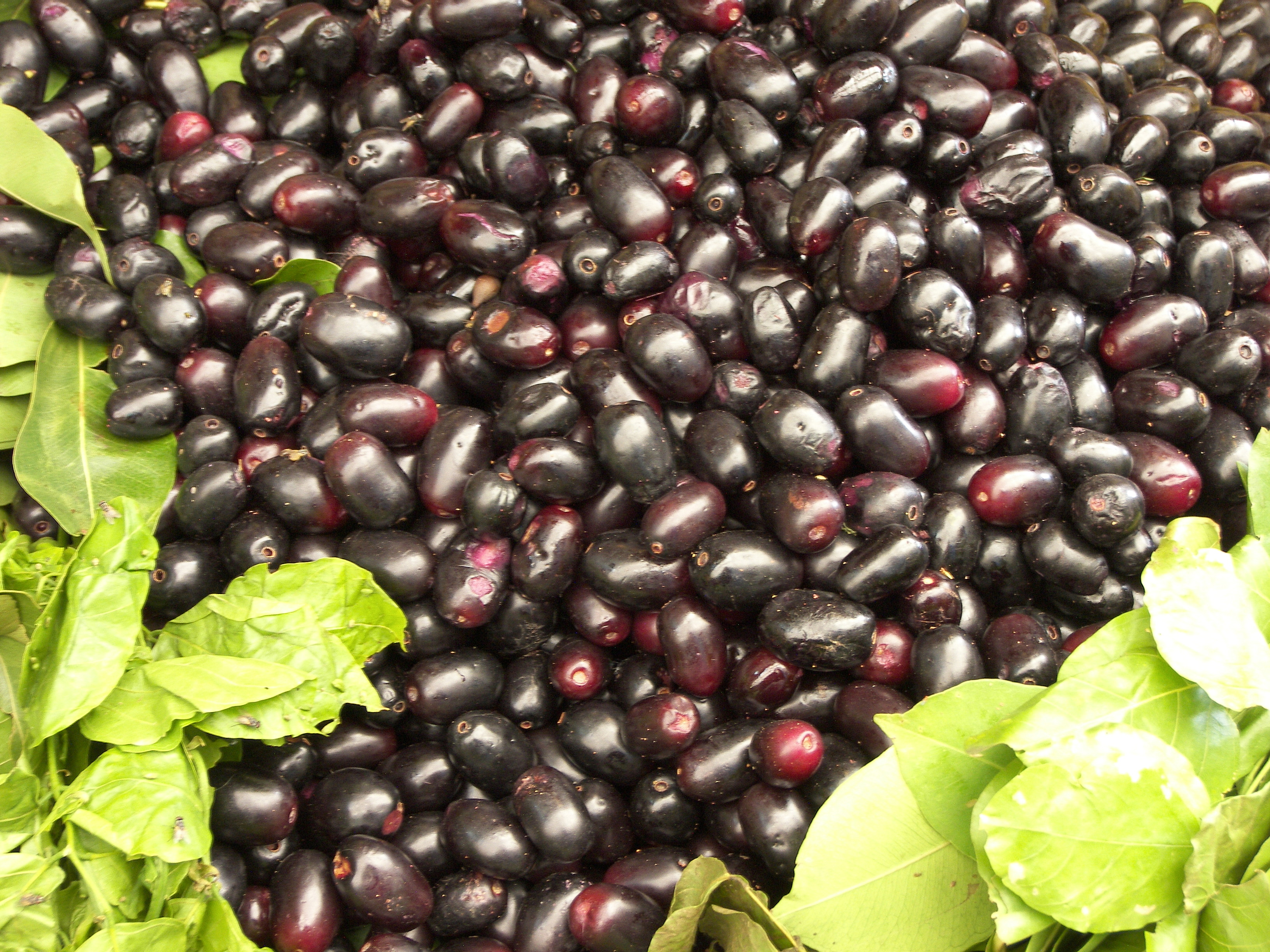
Quả chín để bán ở chợ
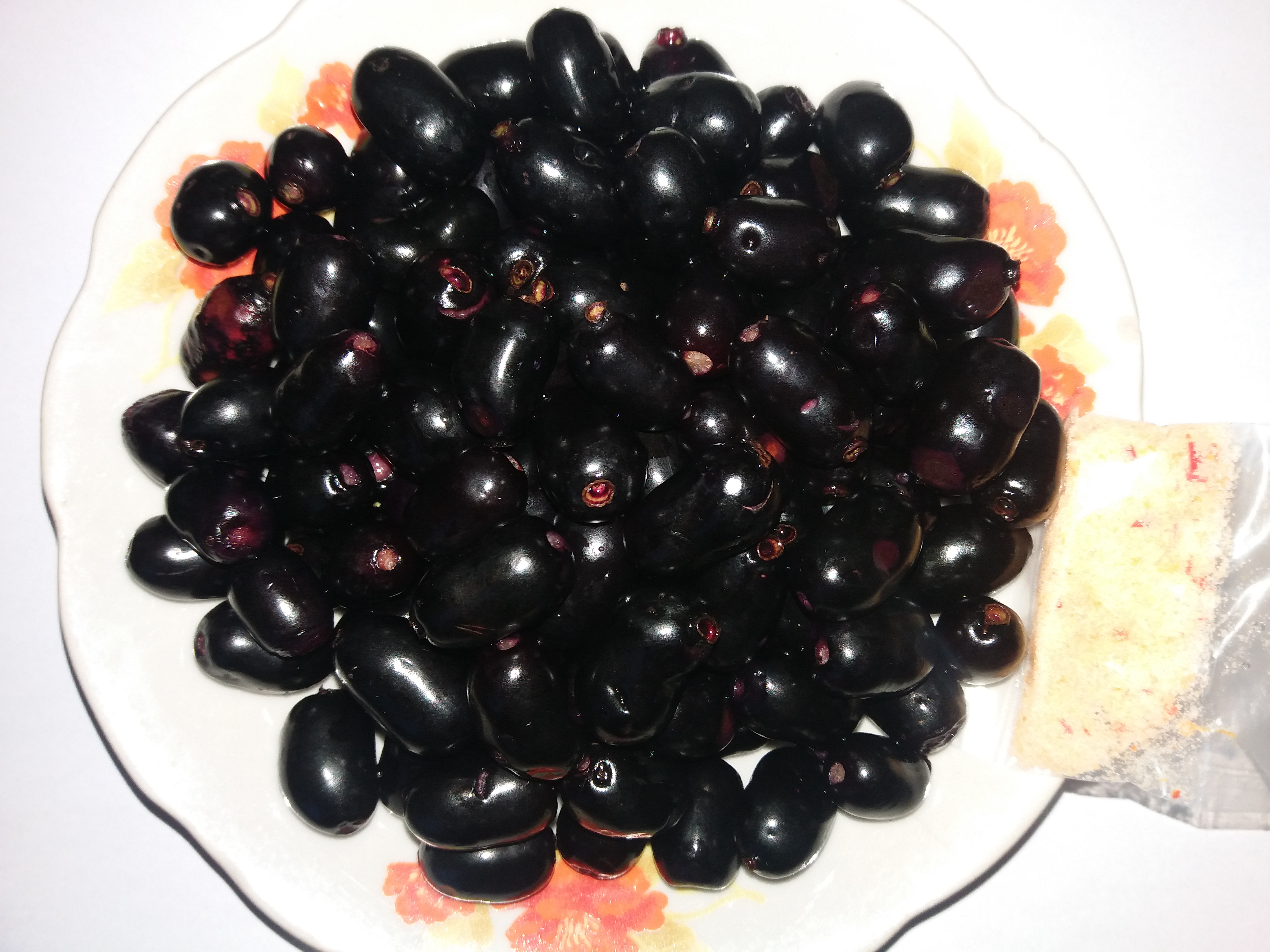